# گوش‌بنفش درخشان
گوش‌بنفش درخشان (نام علمی: Colibri coruscans) یک گونه مگس‌مرغ است که در ارتفاعات شمال و غرب آمریکای جنوبی، از جمله بخش بزرگی از رشته‌کوه‌های آند (از آرژانتین و شمال)، رشته ساحلی ونزوئلا و تپوری گسترده شده‌است. در طیف گسترده‌ای از زیستگاه‌های نیمه‌باز، حتی در باغ‌ها و پارک‌های شهرهای بزرگ مانند کیتو دیده می‌شود و اغلب رایج‌ترین گونه مگس‌مرغ در محدوده خود است. بسیار آوازی و قلمروطلب است.

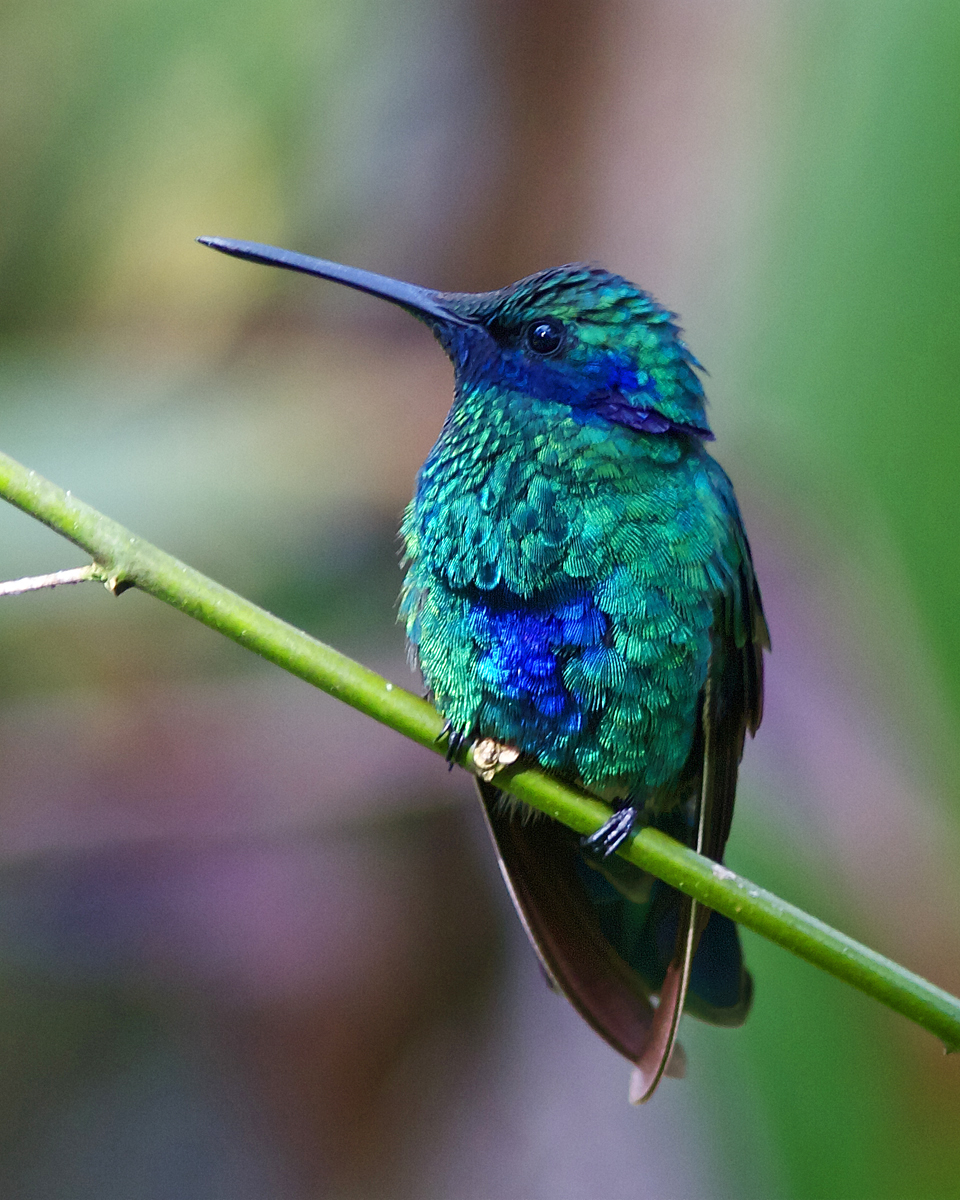
گوش‌بنفش درخشان که گلوبند آبی و لکه آبی وسط شکم خود را نشان می‌دهد